# Yekaterina Selezniova
Yekaterina Serguéyevna Selezniova –en ruso, Екатерина Сергеевна Селезнёва– (Púshkino, 18 de mayo de 1995) es una deportista rusa que compite en gimnasia rítmica, en la modalidad individual.
Ganó tres medallas en el Campeonato Mundial de Gimnasia Rítmica de 2019, oro en las pruebas de aro y equipos y bronce en cinta.

## Palmarés internacional
| Campeonato Mundial | Campeonato Mundial | Campeonato Mundial | Campeonato Mundial   |
| Año                | Lugar              | Medalla            | Prueba               |
| ------------------ | ------------------ | ------------------ | -------------------- |
| 2019               | Bakú (Azerbaiyán)  | Medalla de oro     | Aro                  |
| 2019               | Bakú (Azerbaiyán)  | Medalla de oro     | Concurso por equipos |
| 2019               | Bakú (Azerbaiyán)  | Medalla de bronce  | Cinta                |